# Christian Ulmen
Christian Ulmen, né le 22 septembre 1975 à Neuwied, est un acteur et animateur de télévision allemand.

## Filmographie
- 2003 : Herr Lehmann : Herr Lehmann
- 2005 : Le pêcheur et sa femme : Otto März
- 2006 : Les Particules élémentaires : Michel Djerzinsky
- 2009 : Ma belle-famille en Italie : Jan
- 2015 : Oups ! J'ai raté l'arche... : Dave